# Provincies van Equatoriaal-Guinea
Equatoriaal-Guinea is onderverdeeld in twee regio's (Spaans: región; Frans: région; Portugees: região), dan in acht provincies. De administratieve stad (ciudad administrativa) Ciudad de la Paz heeft de status van provincie. De provincies zijn ingedeeld in gemeenten. (municipio)
| # | Provincie   | Hoofdstad           | Región             | Opp. (km²) | Inw. (2001) | Kaart                             |
| - | ----------- | ------------------- | ------------------ | ---------- | ----------- | --------------------------------- |
| 1 | Annobón     | San Antonio de Palé | Región Insular     | 17         | 5008        | Provincies van Equatoriaal-Guinea |
| 2 | Bioko Norte | Malabo              | Región Insular     | 776        | 231.428     | Provincies van Equatoriaal-Guinea |
| 3 | Bioko Sur   | Luba                | Región Insular     | 1241       | 29.034      | Provincies van Equatoriaal-Guinea |
| 4 | Centro Sur  | Evinayong           | Región Continental | 9931       | 125.856     | Provincies van Equatoriaal-Guinea |
| 5 | Kié-Ntem    | Ebebiyín            | Región Continental | 3943       | 167.279     | Provincies van Equatoriaal-Guinea |
| 6 | Litoral     | Bata                | Región Continental | 6665       | 298.414     | Provincies van Equatoriaal-Guinea |
| 7 | Wele-Nzas   | Mongomo             | Región Continental | 5,026      | 157.980     | Provincies van Equatoriaal-Guinea |
| 8 | Djibloho    | Ciudad de la Paz    | Región Continental | 453        |             |                                   |